# Nina küla
Nina est un village de la Commune de Alatskivi du Comté de Tartu en Estonie.
Au 31 décembre 2011, il compte 105 habitants.
Le phare de Ninaküla y est localisé.